# Autostrada międzystanowa nr 37
Interstate 37 – autostrada międzystanowa w stanie Teksas w USA. Prowadzi z miejscowości
Corpus Christi do miasta San Antonio. Długość trasy wynosi 230,14 km.